# Eu sunt sfârșitul
Eu sunt sfârșitul (în engleză I Am Ωmega) este un film direct-pe-DVD apocaliptic american din 2007 produs de The Asylum și în care interpretează Mark Dacascos și Geoff Meed. Filmul este o adaptare neoficială a romanului Legenda vie de Richard Matheson, iar titlul original este ales intenționat cu referire la producțiile The Omega Man (1971) și I Am Legend (Legenda vie) cu Will Smith, două alte adaptări pentru film ale aceluiași roman. Filmul a fost lansat în mod intenționat pentru a beneficia de faima filmului cu Will Smith care a avut un buget mare.

## Distribuția
- Mark Dacascos este Renchard
- Geoff Meed este Vincent
- Jennifer Lee Wiggins este Brianna
- Ryan Lloyd este Mike

## Diferențe față de roman
Față de romanul I Am Legend de Richard Matheson, în film apar câteva diferențe:  
- Perosnajul Robert Neville se numește Renchard în film.
- Boala care a devastat omenirea nu este una vampirică ci este cauzată de un virus genetic care a provocat mutații oamenilor, transformându-i în canibali .
- În roman, vampirii atacă doar noaptea, în film mutanții atacă la orice oră.
- Renchard este convins că nu este imun la boală.